# Merošina
Merošina (en serbocroata cirílico, Мерошина) es un municipio de Serbia situado en el distrito de Nišava. Según el censo de 2022, tiene una población de 11 873 habitantes.
Del total de la población, 799 habitantes viven en el pueblo homónimo. La mayoría de la población se compone étnicamente de serbios (10 980 habitantes).
Se ubica sobre la carretera 35 a medio camino entre Niš y Prokuplje.

## Pedanías
Junto con Merošina, pertenecen al municipio las siguientes pedanías:
- Aleksandrovo
- Arbanasce
- Azbresnica
- Balajnac
- Baličevac
- Batušinac
- Biljeg
- Brest
- Bučić
- Čubura
- Dešilovo
- Devča
- Donja Rasovača
- Dudulajce
- Gornja Devča
- Gornja Rasovača
- Gradište
- Jovanovac
- Jug Bogdanovac
- Kostadinovac
- Kovanluk
- Krajkovac
- Lepaja
- Mramorsko Brdo
- Oblačina
- Padina
- Rožina